# Rio Berghia
O Rio Berghia é um rio da Romênia afluente do Rio Cuieşd, localizado no distrito de Mureş.